# A.C. Codogno 1908
Associazione Calcio codogno (AC codogno) là một câu lạc bộ bóng đá Ý có trụ sở tại tỉnh phía bắc Ý Lodi. Được thành lập vào năm 1908, ngày nay nó được gọi là "UC Codogno". Trong những năm qua, đội đã đạt được thành công thay đổi. Đối với hầu hết các phần, UC Codogno chơi ở cấp độ khu vực của Bologna.

## Lịch sử
AC Codogno được thành lập vào năm 1908 với tên gọi "Hiệp hội thể thao Codogno". Tại Codogno, vào thời điểm đó, có một số thực thể thể thao hiện có như AS Fanfulla, "Hiệp hội sinh viên" (sau này là Circle Pallavicino) và FBC Lodi. Tuy nhiên, Hiệp hội bóng đá ở Codogno có nguồn gốc từ các câu lạc bộ nhỏ hơn với tên SG Codogno đã thúc đẩy thể dục dụng cụ và điền kinh. ("Công ty thể dục dụng cụ Codogno", bắt đầu ngày 26 tháng 7 năm 1892, được liên kết với FGNI vào ngày 14 tháng 1 năm 1893). Năm 1906, Alberto Quaglia đã đến SG Cogogno để dạy các thành viên về sự thô sơ của bóng đá, bao gồm cả sự tôn trọng đối với những cầu thủ khác và cho chính trận đấu. Tuy nhiên, Quaglia đã rời đi chỉ sau một năm. Không có sự lãnh đạo, một số thành viên câu lạc bộ quan tâm đến bóng đá, đã trôi dạt đến Hiệp hội Thể thao Codogno vào đầu mùa xuân năm 1908. Trận đấu quan trọng đầu tiên của AC Codogno là vào sáng Chủ nhật, ngày 18 tháng 9 năm 1910 với AS Fanfulla, người được coi là câu lạc bộ bóng đá địa phương tốt nhất. Đội bóng Fanfulla đã thắng. Năm 1911, bị gián đoạn do sự ra đi của những người đàn ông trẻ tuổi trong Chiến tranh Libya-Thổ Nhĩ Kỳ. Trong khoảng thời gian này, tên của AC Codogno đã được đổi thành " Union Sports Codogno ". US Codogno gia nhập Liên đoàn Thể dục dụng cụ Quốc gia Ý (FGNI) vào ngày 31 tháng 5 năm 1912 và Liên đoàn Thể thao Thể thao Ý (FISA) vào năm 1914. Sau Thế chiến I, khi những chàng trai trẻ trở về sau chiến sự, US Codogno bắt đầu thi đấu với câu lạc bộ địa phương mới như US Sant'Angelina của FC Piacenza, US Casalpusterlengo và một số đội nhỏ khác.

### Giải vô địch bóng đá
Vào ngày 25 tháng 11 năm 1919, sau khi đáp ứng các yêu cầu về kích thước sân chơi (90m x 45m) và các khu vực phù hợp, Ủy ban khu vực Lombardi đã chính thức xác nhận US Codogno cho giải đấu khu vực. Mặc dù sự chứng thực này, một số vấn đề phát sinh. US Codogno đã đọ sức với các đội cấp cao nhất với các kỹ năng kỹ thuật tiên tiến. Một cuộc trao đổi cầu thủ với AC Fanfulla đã mất cân bằng. Các cầu thủ trẻ vượt qua các cấp bậc có thể đã cải thiện trận đấu của Codogno, như Mariano Tansini Arcari và tương tự, đã chuyển sang tham gia các đội cao cấp hơn. Trong một số trường hợp, US Codogno không thể thực hiện một nhóm. Tiến tới một bộ phận cao hơn trong giai đoạn này là không thể. Codogno Hoa Kỳ được đưa vào Giải hạng tư ít được biết đến. Ngoài ra, đã có tranh chấp pháp lý về bản chất của mối quan hệ giữa các câu lạc bộ và FIGC. Tuy nhiên, vào cuối năm 1927-1928, khi FIGC đã tạo ra Series A và Series B, US Codongo đã được thăng hạng thành một phần của Giải hạng nhất (nay là "Serie C1"). Kể từ đó, thành công và mức độ chơi của họ đã thay đổi. (Xem bảng dưới đây). 
| Năm       | Nhóm | Địa điểm  |
| --------- | ---- | --------- |
| 1927      | C1   | -         |
| 1928      | B    | Thứ năm   |
| 1932      | Một  | Cuối cùng |
| 1934      | C    | -         |
| 1938      | C    | -         |
| 1939      | B    | Thứ ba    |
| 1941-1947 | C    | -         |
| 1946      | F    | Thứ hai   |
| 1947      | D    | Thứ ba    |

Vào năm 2008, Codogno đã tổ chức lễ kỷ niệm 100 năm của mình nhưng phải chịu thất bại dưới tay San Biagio trong giải vô địch khu vực Lombardi.